# لوئیس باگناتو
لوئیس باگناتو (انگلیسی: Luis Bagnato; ۱۰ مهٔ ۱۹۲۴ – ۱۰ دسامبر ۱۹۹۷) بازیکن فوتبال اهل آرژانتین بود.
از باشگاه‌هایی که در آن بازی کرده‌است می‌توان به باشگاه فوتبال بانفیلد اشاره کرد.
وی همچنین در تیم ملی فوتبال آرژانتین بازی کرده‌است.